# Axiogenesis

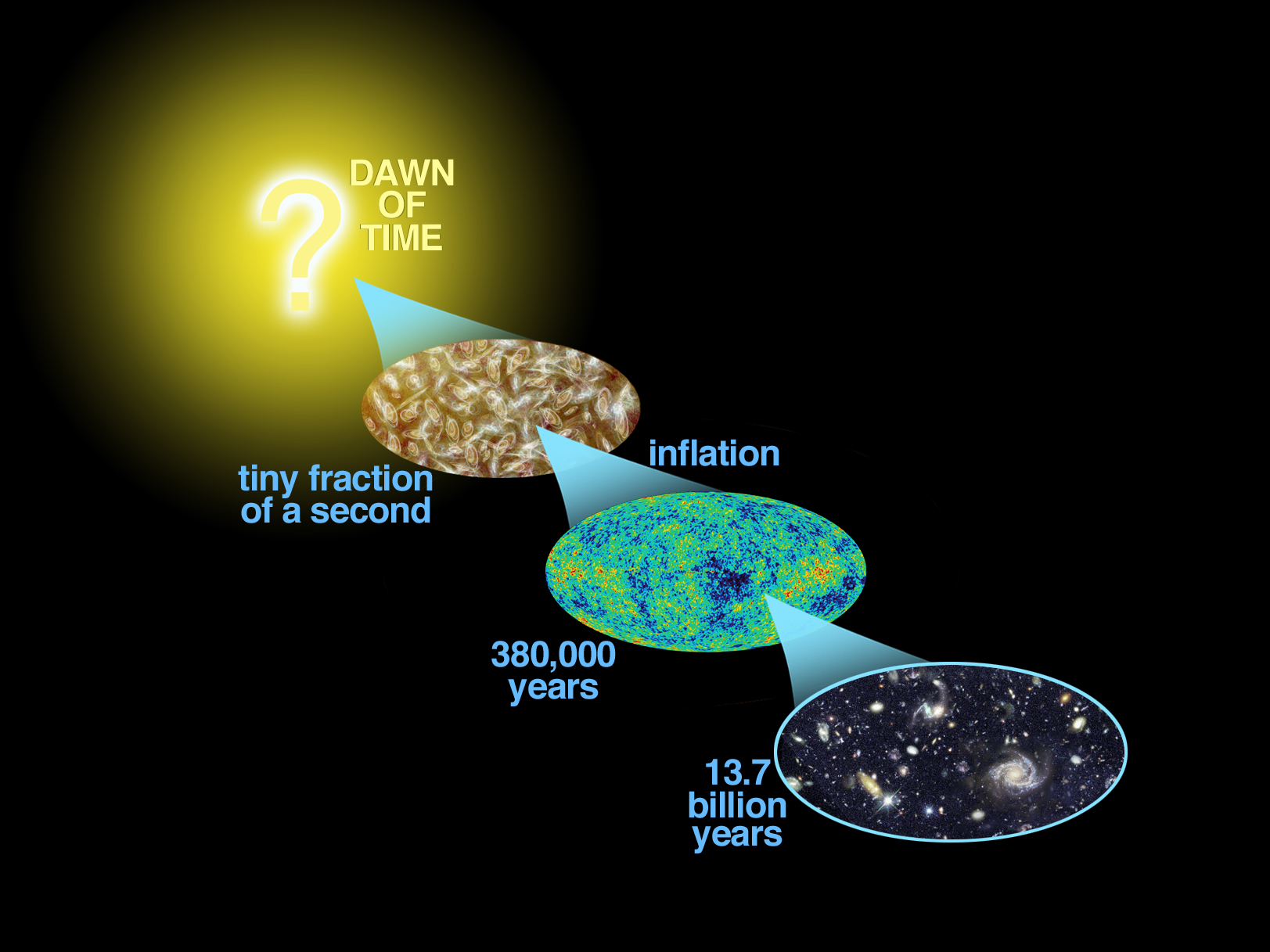
A rotação de áxions QCD produzem um excesso de matéria sobre a antimatéria

Em cosmologia física, é um mecanismo em que o excesso cosmológico de bárions sobre antibárions é gerado a partir da rotação do áxion QCD, teorizada pela primeira vez em 1977. O mecanismo foi proposto por Raymond T. Co e Keisuke Harigaya para explicar a assimetria bariônica observada a partir da rotação do campo axial QCD e dos processos de esfalerón do Modelo Padrão. A rotação do campo axial QCD pode ser responsável pelo excesso de matéria encontrada no universo.

## Mecanismo
O modelo explorado pela fenomenologia surge devido à conexão com uma pequena constante de decaimento, partículas na escala de TeV e matéria escura do axiônio. Em relação à matéria escura ultraleve, ele propõe mecanismos de produção não térmicos para áxions QCD e fótons escuros, via ressonância paramétrica e instabilidade taquiônica, respectivamente.